# オール・マイ・フレンズ・ウィアー・グロリアス
『オール・マイ・フレンズ・ウィアー・グロリアス』（原題: All My Friends We're Glorious: Death of a Bachelor Tour Live）は、アメリカ合衆国のポップ・ロック・バンドであるパニック!アット・ザ・ディスコのライブ・アルバム。2008年12月2日にフュエルド・バイ・ラーメンおよびDCD2レコードから音楽配信と2枚組LP（限定盤）の2形態で発売された。プロデュースはツアー・メンバーのダン・パウロヴィッチが手がけた。
『ビルボード』誌のVinyl Albumsでは初登場2位、Top Alternative Albumsでは初登場11位を記録。

## 概要
2017年2月24日から4月15日にかけて35都市のアリーナクラスの会場で開催された『Death of a Bachelor Tour』から、4月14日のアムウェイ・センターでのフロリダ公演での演奏を収録。アルバム発売日には、バンドの公式YouTubeチャンネルで本作の全収録曲のライブ映像が公開された。
アナログLPレコードは日本では輸入盤で流通した。また、翌年に発売された6作目のスタジオ・アルバム『プレイ・フォー・ザ・ウィキッド』の日本盤には、本作に収録の「ナイン・イン・ジ・アフターヌーン」「アイ・ライト・シンズ・ノット・トラジェディーズ」「ビクトリアス」がボーナス・トラックとして追加収録された。

## 評価
『PopBuzz』のジェームズ・ウィルソン＝テイラーは、「ツアーを見に行った人なら、近年バンドのキャリアの野望やライブ・パフォーマンスの規模が強力なものになったことはご存じのこと。間違いなくこのアルバムは、たくさんのブレンドンのファンの絶叫も相まって実際にアリーナにいるかのような体験ができそうだ」と評した。

## 収録曲
※楽曲の詳細については、各項目を参照。

### 音楽配信
| #         | タイトル                                                                       | 作詞      | 作曲・編曲 | 初出                                                              | 時間 |
| --------- | ------------------------------------------------------------------------------ | --------- | ---------- | ----------------------------------------------------------------- | ---- |
| 1.        | 「あまり良い思いさせないで!」(Don't Threaten Me with a Good Time)              |           |            | 『ある独身男の死』（2016年）                                      | 4:45 |
| 2.        | 「LA バンザイ」(LA Devotee)                                                    |           |            | 『ある独身男の死』（2016年）                                      | 3:16 |
| 3.        | 「レディ・トゥ・ゴー」(Ready to Go (Get Me Out of My Mind))                    |           |            | 『悪徳と美徳』（2011年）                                          | 3:52 |
| 4.        | 「ゴールデン・デイズ」(Golden Days)                                            |           |            | 『ある独身男の死』（2016年）                                      | 4:15 |
| 5.        | 「ヴェガス・ライツ」(Vegas Lights)                                             |           |            | 『生かしておくには型破り過ぎるが、殺すにはレアすぎる!』（2013年） | 3:19 |
| 6.        | 「『フィーバーは止まらない』メドレー」(A Fever You Can't Sweat Out Medley)     |           |            | 『フィーバーは止まらない』（2005年）                              | 4:30 |
| 7.        | 「ハレルヤ」(Hallelujah)                                                       |           |            | 『ある独身男の死』（2016年）                                      | 3:57 |
| 8.        | 「ナイン・イン・ジ・アフターヌーン」(Nine in the Afternoon)                    |           |            | 『プリティ。オッド。』（2008年）                                  | 3:10 |
| 9.        | 「ミス・ジャクソン」(Miss Jackson)                                             |           |            | 『生かしておくには型破り過ぎるが、殺すにはレアすぎる!』（2013年） | 6:17 |
| 10.       | 「ディス・イズ・ゴスペル」(This Is Gospel)                                     |           |            | 『生かしておくには型破り過ぎるが、殺すにはレアすぎる!』（2013年） | 3:17 |
| 11.       | 「ある独身男の死」(Death of a Bachelor)                                        |           |            | 『ある独身男の死』（2016年）                                      | 3:27 |
| 12.       | 「モナリザのバラード」(The Ballad of Mona Lisa)                                |           |            | 『悪徳と美徳』（2011年）                                          | 4:45 |
| 13.       | 「ムーヴィン・アウト」(Movin' Out (Anthony's Song))                            |           |            | 『ストレンジャー』（1977年）                                      | 4:12 |
| 14.       | 「裸の王様」(Emperor's New Clothes)                                            |           |            | 『ある独身男の死』（2016年）                                      | 3:09 |
| 15.       | 「ニコチン」(Nicotine)                                                         |           |            | 『生かしておくには型破り過ぎるが、殺すにはレアすぎる!』（2013年） | 3:40 |
| 16.       | 「狂気＝天才」(Crazy=Genius)                                                   |           |            | 『ある独身男の死』（2016年）                                      | 2:49 |
| 17.       | 「レッツ・キル・トゥナイト」(Let's Kill Tonight)                               |           |            | 『悪徳と美徳』（2011年）                                          | 3:16 |
| 18.       | 「ガールズ/ガールズ/ボーイズ」(Girls / Girls / Boys)                           |           |            | 『生かしておくには型破り過ぎるが、殺すにはレアすぎる!』（2013年） | 4:52 |
| 19.       | 「ボヘミアン・ラプソディ」(Bohemian Rhapsody)                                  |           |            | 『オペラ座の夜』（1975年）                                        | 7:04 |
| 20.       | 「アイ・ライト・シンズ・ノット・トラジェディーズ」(I Write Sins Not Tragedies) |           |            | 『フィーバーは止まらない』（2005年）                              | 4:04 |
| 21.       | 「ビクトリアス」(Victorious)                                                   |           |            | 『ある独身男の死』（2016年）                                      | 3:54 |
| 合計時間: | 合計時間:                                                                      | 合計時間: | 85:50      |                                                                   |      |

### LP

#### LP1
A面
1. あまり良い思いさせないで!
2. LA バンザイ
3. レディ・トゥ・ゴー
4. ゴールデン・デイズ
5. ヴェガス・ライツ
6. 『フィーバーは止まらない』メドレー

B面
1. ハレルヤ
2. ナイン・イン・ジ・アフターヌーン
3. ミス・ジャクソン
4. ディス・イズ・ゴスペル
5. ある独身男の死

#### LP2
A面
1. モナリザのバラード
2. ムーヴィン・アウト
3. 裸の王様
4. ニコチン
5. 狂気＝天才
6. レッツ・キル・トゥナイト

B面
1. ガールズ/ガールズ/ボーイズ
2. ボヘミアン・ラプソディ
3. アイ・ライト・シンズ・ノット・トラジェディーズ
4. ビクトリアス

## クレジット
※出典
パニック!アット・ザ・ディスコ
- ブレンドン・ユーリー – リード・ボーカル、ギター、ピアノ

外部ミュージシャン
- ダロン・ウィークス – ベース、バックグラウンド・ボーカル
- ダン・パウロヴィッチ – ドラム、バックグラウンド・ボーカル、プロデュース
- ケネス・ハリス – ギター、バックグラウンド・ボーカル
- ジェシー・モロイ – サクソフォーン
- クリス・バウティスタ – トロンボーン
- エルム・ナヴァロ – トランペット

制作
- スペンサー・ジョーンズ – エンジニア
- クリス・ゲーリンジャー – マスタリング
- クラウディウス・ミッテンドーファー – ミキシング

## チャート成績
| チャート (2017年 - 2018年)            | 最高位 |
| ------------------------------------- | ------ |
| UK Rock & Metal Albums (OCC)          | 21     |
| US Billboard 200                      | 185    |
| US Top Alternative Albums (Billboard) | 11     |
| US Top Rock Albums (Billboard)        | 35     |